# Eat Me, Drink Me
 (juin 2012).
Si vous disposez d'ouvrages ou d'articles de référence ou si vous connaissez des sites web de qualité traitant du thème abordé ici, merci de compléter l'article en donnant les références utiles à sa vérifiabilité et en les liant à la section « Notes et références ».
Albums de Marilyn Manson
Lest We Forget
(2004) The High End of Low
(2009)
Eat Me, Drink Me est le sixième album studio du groupe Marilyn Manson sorti le 4 juin 2007. Contrairement à ses précédents albums, celui-ci se tourne plutôt vers le Rock alternatif tandis que ses précédents se rapprochaient davantage du Metal industriel.

## Commentaire
La musique est entièrement composée par Tim Sköld, tandis que les paroles sont de Marilyn Manson.
Ce nouvel opus est assez mélancolique et la musique est beaucoup moins agressive que dans The Golden Age of Grotesque, qui s'orientait davantage vers le metal industriel. Ici, les guitares ont la part belle (on notera plusieurs solos de guitare), les arrangements indus sont totalement écartés et la voix de M. Manson se fait plus douce ce qui en fait un album rock, On est loin du retour de l'Antichrist Superstar que certains fans attendaient mais Manson voulait depuis longtemps consacrer un album à l'œuvre de Lewis Carroll (Alice au pays des merveilles) qui le fascine (voir son film Phantasmagoria qui est aussi basé sur le monde d'Alice). L'album s'appelle Eat Me, Drink Me, en référence au passage du livre où Alice voit une boîte de biscuits avec écrit "mange-moi" et un flacon avec écrit "bois-moi".
Eat Me, Drink Me comporte aussi une double référence à la Cène ("mangez, car ceci est mon corps, buvez, car ceci est mon sang") et à l'acte de fellation, ainsi que l'artiste s'amusera à le dire lors de son passage dans l'émission télévisée de Sébastien Cauet, au moment de la promotion de l'album.
En 2008 Marilyn Manson découvre La Vie nouvelle le long métrage de fiction de Philippe Grandrieux. Fasciné il lui demande de réaliser la vidéo du titre Putting Holes in Happiness.Vidéo
Lors d'une interview donnée au cours de l'émission Le Grand Journal à l'occasion de la promotion de l'album, Marilyn Manson a cité le film Trouble Every Day de Claire Denis comme une source d'inspiration. Les ressemblances entre certaines scènes du clip de Heart-Shaped Glasses et le film de la réalisatrice française sont d'ailleurs assez frappantes.

## Liste des titres
1. If I Was Your Vampire – 5:56
2. Putting Holes in Happiness – 4:32
3. The Red Carpet Grave – 4:06
4. They Said That Hell's Not Hot – 4:16
5. Just A Car Crash Away – 4:55
6. Heart-Shaped Glasses (When the Heart Guides the Hand) – 5:05
7. Evidence – 5:20
8. Are You The Rabbit? – 4:14
9. Mutilation Is The Most Sincere Form Of Flattery – 3:54
10. You And Me And The Devil Makes 3 – 4:26
11. Eat Me, Drink Me – 5:40

### Bonus
1. Heart-Shaped Glasses (When the Heart Guides the Hand) (Inhuman Remix by Jade Puget|Jade E Puget) (International Bonus Track) – 4:08
2. Heart-Shaped Glasses (When the Heart Guides the Hand) (Space Cowboy Remix) (Australia/New Zealand/UK Bonus Track) – 5:22
3. Putting Holes in Happiness (Acoustic Version) (Japan Bonus Track) – 4:10
4. Heart-Shaped Glasses (When the Heart Guides the Hand) (Penetrate the Canvas Remix) (Best Buy Bonus Download Track) — 4:48

## Artistes de l'album
- Marilyn Manson : Chant, percussion, paroles, producteur, photographie, direction artistique et design
- Tim Sköld : Guitares, basse, keyboards, musique, programmation, production
- Ginger Fish : Batterie (Live)
- Rob Holliday : Basse (Live)
- Chris Vrenna : Claviers (Live)